# Cykl węglowo-azotowo-tlenowy
Cykl węglowo-azotowo-tlenowy (CNO) – cykl przemian jąder atomowych, których efektem jest przemiana wodoru w hel oraz powstawanie dużych ilości energii. Jest źródłem energii dla masywnych gwiazd, ponieważ może zachodzić tylko w bardzo dużych temperaturach (rzędu 20 milionów kelwinów).
Cykl ten po raz pierwszy, jako rozwiązanie problemu powstawania energii w gwiazdach, zaproponował pracujący w Stanach Zjednoczonych niemiecki fizyk Hans Albrecht Bethe. Mniej więcej w tym samym czasie co Bethe (1938-1939) ten sam mechanizm opisał inny niemiecki fizyk Carl von Weizsäcker. Osiągnięcie to było jednak w późniejszych latach ignorowane przez świat naukowy, ponieważ Weizsäcker pracował dla nazistowskich Niemiec.
| Reakcja1)                                    | Wydzielona energia2) | Wydzielona energia2)                        |
| Reakcja1)                                    | w MeV                | w {\displaystyle \mathrm {\frac {TJ}{kg}} } |
| -------------------------------------------- | -------------------- | ------------------------------------------- |
| 12C + p → 13*N + γ                           | 1,944                | 14,4                                        |
| 13*N → 13C + e+ + {\displaystyle {\nu }_{e}} | 2,22-0,71            | 16,5                                        |
| 13C + p → 14N + γ                            | 7,551                | 52                                          |
| 14N + p → 15*O + γ                           | 7,297                | 46,9                                        |
| 15*O → 15N + e+ + {\displaystyle \nu _{e}}   | 2,754                | 17,7                                        |
| 15N + p → 12C + 4He                          | 4,966                | 30,1                                        |
| raz na tysiąc reakcji zachodzi               |                      |                                             |
| 15N + p → 16O + γ                            |                      |                                             |
| 16O + p → 17F + γ                            |                      |                                             |
| 17F → 17O + e+ + {\displaystyle \nu _{e}}    |                      |                                             |
| 17O + p → 14N + 4He                          |                      |                                             |

Schemat cyklu CNO

1 – spotyka się również zapisy, w których zamiast p jest 1H

2 – MeV = 106 eV; TJ = 1012 J, wielkość podana dla jednego kilograma reagentów
W wyniku takiego cyklu reakcji następuje przemiana czterech protonów w jądro helu i uwolnienie energii: 41H → 4He + energia. Węgiel-12 działa tu tylko jako katalizator i nie ulega zużyciu, zatem nie potrzeba go w dużych ilościach. Powstaje on natomiast w wyniku oddziaływania ze sobą trzech jąder 4He, zwanych też cząstkami alfa. W gwieździe posiadającej dość zapasów wodoru oddziaływanie to występuje sporadycznie. Zaczyna jednak odgrywać coraz większą rolę, gdy cały wodór zostanie zużyty i gwiazda staje się tzw. czerwonym olbrzymem. To właśnie przemiana helu w węgiel jest wtedy głównym źródłem energii.
W cyklu CNO, raz na tysiąc reakcji, w wyniku połączenia azotu-15 z protonem, powstaje jądro tlenu-16 i foton (nie powstaje cząstka alfa). Ale nawet w tym przypadku po kilku przemianach otrzymujemy jądro helu, a azot powraca do cyklu.